# Ajlun (stad)
Ajlun is een stad in Jordanië en is de hoofdplaats van het gouvernement Ajlun.
Bij de volkstelling van 2004 telde Ajlun 7289 inwoners.
De Grote Moskee van Ajlun is een moskee in het centrum van de stad.

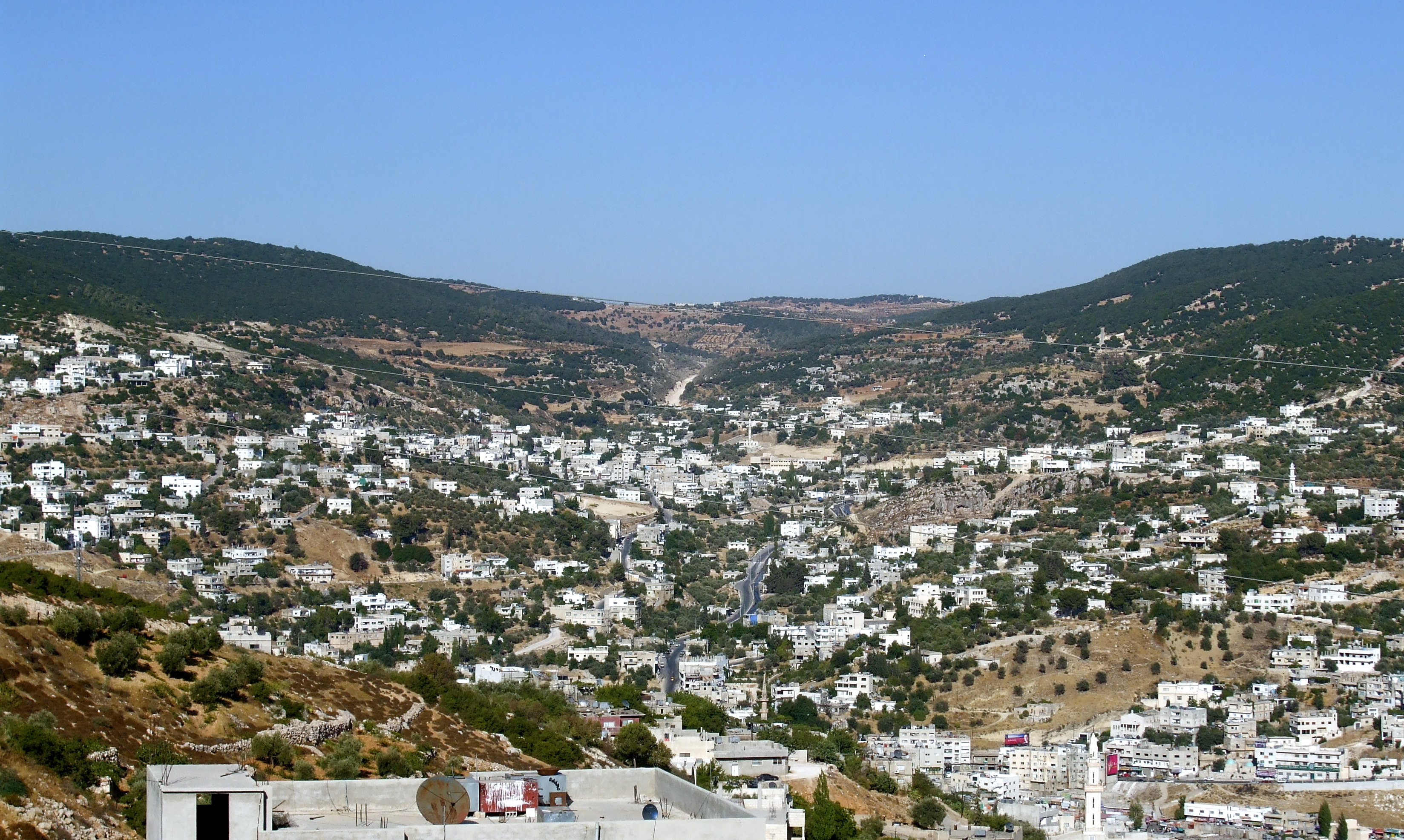
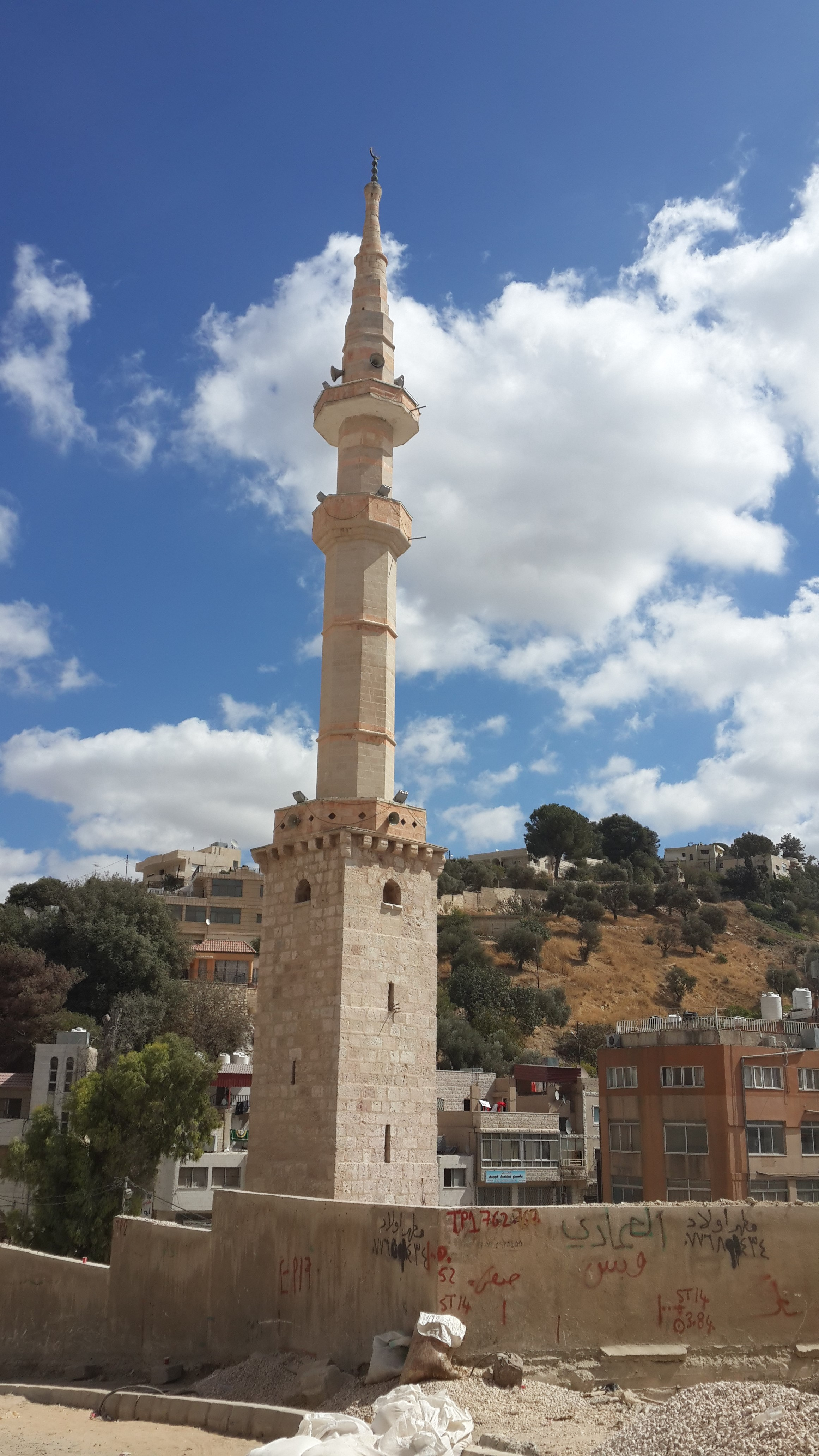
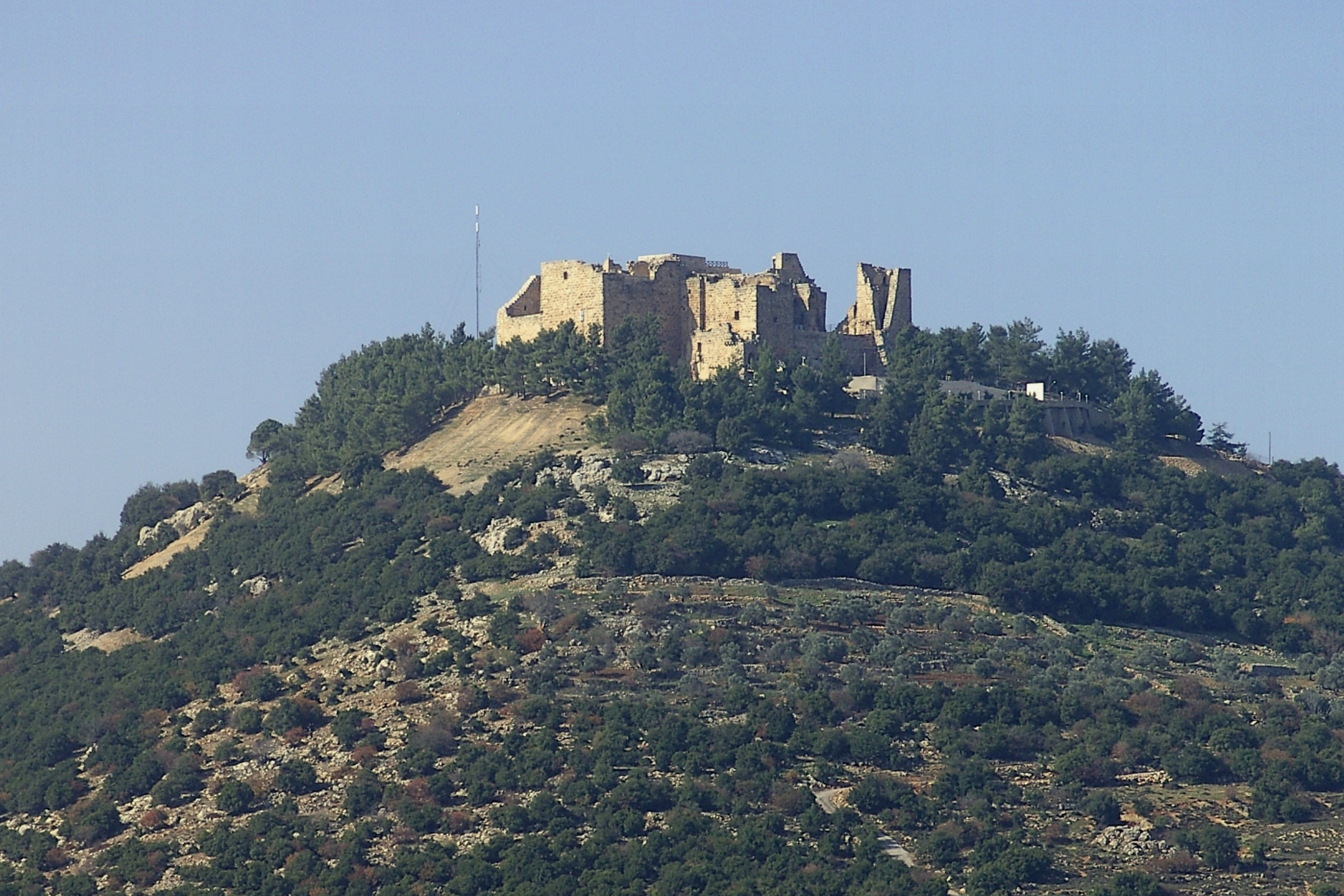
Kruisvaarderskasteel
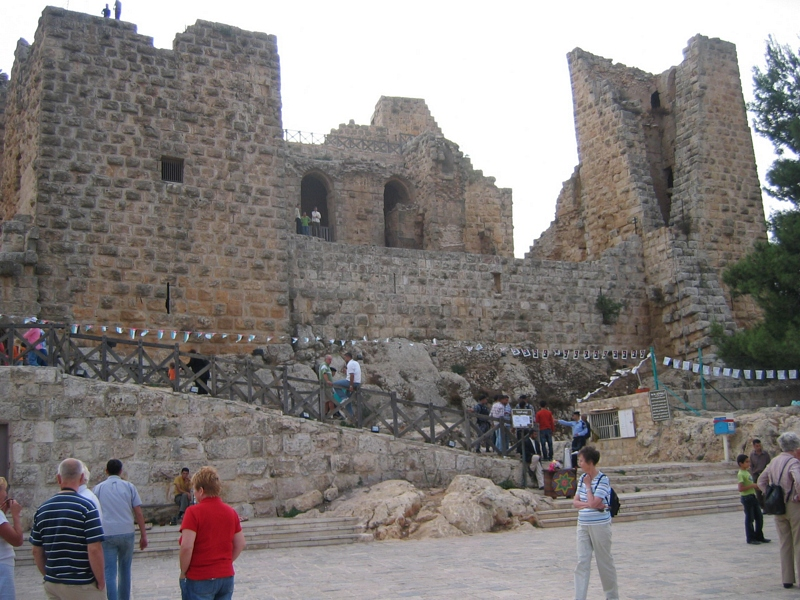
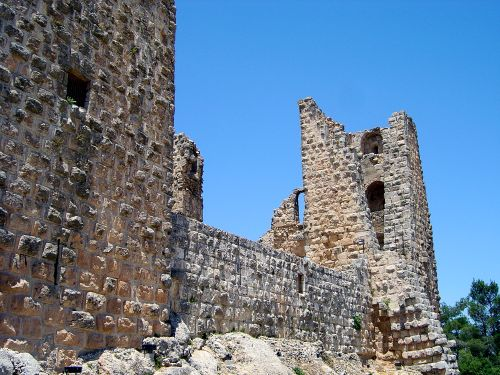